# 난징둥루역
난징둥루역(남경동로역,중국어: 南京东路站, 영어: East Nanjing Road Station)은 중화인민공화국 상하이 황푸 구에 난징루 보행자천국 지하에 위치한 지하철 2호선 역이다.
2006년 10월까지는, 남북대로의 명칭인 허난중로 역(河南中路站)이라고 불렀지만, 상하이 지하철 10호선이 허난중로 지하를 지나갔기 때문에, 동서대로의 명칭으로 변경되었다.

## 역구조
1면 2선의 지하 역사이다.

## 버스 환승
20, 37, 66, 921, 220, 929

## 출구
- 1번출구 : 난징둥로 북쪽, 샨시난루 동쪽
- 2번출구 : 허난중루 서쪽, 난징둥루 북쪽
- 3번출구 : 지우장루 북쪽, 허난중루 서쪽
- 4번출구: 난징둥루 남쪽, 샨시난루 서쪽

## 역사
- 1999년 9월 20일 2호선 개통
- 2009년 4월 10일 10호선 개통